# Rolf Tarot
Rolf Günter Tarot (* 11. Juni 1931 in Dortmund; † 19. November 2019 in Bäretswil) war ein schweizerisch-deutscher Literaturwissenschaftler.

## Leben
Rolf Tarot wurde 1931 in Dortmund geboren. Er studierte Germanistik, Anglistik und Theaterwissenschaft an den Universitäten Göttingen und Köln und wurde 1960 mit einer Arbeit über Jakob Bidermanns Tragödie Cenodoxus promoviert. 1964 kam er als Assistent von Wolfgang Binder an die Universität Zürich, wo er sich 1969 mit einer Arbeit über Hugo von Hofmannsthal habilitierte. Im gleichen Jahr wurde er ebendort Assistenzprofessor. 1977 wurde er zum ausserordentlichen Professor und 1985 zum Ordinarius ad personam ernannt. 1998 wurde er emeritiert. Von 1986 bis 1998 war er Präsident der Grimmelshausen-Gesellschaft, danach Ehrenpräsident. Von 1987 bis 1998 war er zugleich Herausgeber des Grimmelshausen-Jahrbuchs Simpliciana.
Tarot verstarb im November 2019 in Bäretswil im Kanton Zürich.

## Forschung
Tarot war ein Spezialist für Barockliteratur. Er hat insbesondere Forschungsbeiträge zum barocken Trauerspiel (Bidermann, Lohenstein, Gryphius) und zu Grimmelshausen vorgelegt. Ausserdem hat er sich als Herausgeber barocker Texte hervorgetan. Er war hauptverantwortlich für die kritische Edition der Werke Grimmelshausens (insgesamt 15 Bände) und der historisch-kritischen Ausgabe der Werke von Anton Ulrich Herzog zu Braunschweig und Lüneburg (48 Bände), für die er zusammen mit seiner Ehefrau den mehrbändigen Roman Römische Octavia bearbeitete. Daneben hat er mehrere barocke Texte in Reclams Universal-Bibliothek herausgegeben. Er leitete zudem ein Forschungsprojekt zum literarischen Zürich im 17. Jahrhundert, bei dem u. a. Hochzeitsgedichte untersucht wurden.
Tarots zweites grosses Forschungsgebiet war die Erzähltheorie. Ausgehend insbesondere von Käte Hamburgers Logik der Dichtung und Gérard Genettes Discours du récit, entwickelte er ein eigenes «Zürcher Beschreibungsmodell», das einen systematischen mit einem historischen Ansatz zu verbinden versucht. Tarots Erzähltheorie sollte es ermöglichen, eine Entwicklungsgeschichte des Erzählens nachzuverfolgen. Entscheidend ist dabei der Unterschied zwischen «diegetisch-fiktionalen» und «mimetisch-fiktionalen» Texten bzw. zwischen Mittelbarkeit (Diegesis) und Unmittelbarkeit (Mimesis) des Erzählens. Tarot geht davon aus, dass sich bei der Entstehung des modernen Erzählens ein schrittweiser Übergang von erstem zu zweitem vollzieht. Als Motor dieser Entwicklung sieht er die Entdeckung der Innerlichkeit in der zweiten Hälfte des 18. Jahrhunderts und die Notwendigkeit ihrer befriedigenden Darstellung. Von den geplanten drei Bänden, die dieses Modell in Theorie und Praxis darlegen sollten, ist nur der erste (theoretische) erschienen (Narratio viva, 1993). Einen Eindruck, wie die praktische Umsetzung aussehen könnte, geben die Sammelbände Kunstmärchen (1993) und Erzählkunst der Vormoderne (1996), die aus einer Arbeitsgruppe hervorgegangen sind, die Tarot 1985/86 an der Universität Zürich ins Leben rief und die über zehn Jahre Bestand hatte. In diesem Kreis sind zahlreiche Lizentiats- und Doktorarbeiten entstanden.

## Werke (Auswahl)
Monographien
- Jakob Bidermann «Cenodoxus». Triltsch, Düsseldorf 1960 (Dissertation).
- Hugo von Hofmannsthal. Daseinsformen und dichterische Struktur. Niemeyer, Tübingen 1970 (Habilitation).
- Narratio viva. Untersuchungen zur Entwicklungsgeschichte der Erzählkunst vom Ausgang des 17. Jahrhunderts bis zum Beginn des 20. Jahrhunderts. Bd. I: Theoretische Grundlagen. Peter Lang, Bern 1993.

Herausgeberschaften
- Wolfgang Binder: Aufschlüsse. Studien zur deutschen Literatur. Artemis, Zürich 1976.
- Simpliciana. Schriften der Grimmelshausen-Gesellschaft. Bd. 9–20. Peter Lang, Bern 1987–1998.
- Reihe Narratio. Arbeiten zur Geschichte und Theorie der Erzählkunst. Peter Lang, Bern 1988–2007.
- mit Gabriela Scherer: Kunstmärchen. Erzählmöglichkeiten von Wieland bis Döblin. Peter Lang, Bern 1993.
- mit Gabriela Scherer: Erzählkunst der Vormoderne. Peter Lang, Bern 1996.

Edition
- Jakob Bidermann: Cenodoxus. Übers. Joachim Meichel. Reclam, Stuttgart 1965.
- Christian Reuter: Schlampampe. Komödien. Reclam, Stuttgart 1966.
- Hans Jakob Christoffel von Grimmelshausen: Gesammelte Werke in Einzelausgaben. Unter Mitarbeit von Wolfgang Bender und Franz Günter Sieveke. Niemeyer, Tübingen 1967–1986.
- Jakob Bidermann: Ludi theatrales sacri (1666). Faksimiledruck der Dramen und Periochen. Mit Nachwort, Entstehungsgeschichte, Überlieferungsgeschichte und Interpretationen. 2 Bände. Niemeyer, Tübingen 1967.
- Andreas Gryphius: Cardenio und Celinde Oder Unglücklich Verliebete. Reclam, Stuttgart 1968.
- Daniel Casper von Lohenstein: Sophonisbe. Reclam, Stuttgart 1970.
- Anton Ulrich Herzog zu Braunschweig und Lüneburg: Werke. Historisch-kritische Ausgabe. Bibliothek des Litterarischen Vereins in Stuttgart, 1982–2013.

Eine vollständige Liste der Publikationen Rolf Tarots bis 1996 findet sich in dem Band: Wahrheit und Wort. Festschrift für Rolf Tarot zum 65. Geburtstag. Hrsg. von Gabriela Scherer und Beatrice Wehrli. Peter Lang, Bern 1996, S. 559–566.